# Darren Sproles
Darren Lee Sproles (født 20. juni 1983) er en amerikansk fodbold-spiller, der spiller i Philadelphia Eagles i den amerikanske nationale fodboldliga NFL. Hans position på banen er running back.

## Klubber
- San Diego Chargers (2005–2010)
- New Orleans Saints (2011–2013)
- Philadelphia Eagles (2014–)